# ادموند ازرا دی
ادموند ازرا دی (انگلیسی: Edmund Ezra Day; زاده ۷ دسامبر ۱۸۸۳ – درگذشته ۲۳ مارس ۱۹۵۱) استاد دانشگاه اهل ایالات متحده آمریکا بود. دی بین سال‌های ۱۹۳۷ تا ۱۹۴۹، پنجمین رئیس دانشگاه کرنل بوده است. وی در دانشگاه هاروارد و کالج دارتموث تحصیل کرد.